# Electrophaes nigrifulvaria
Electrophaes nigrifulvaria är en fjärilsart som beskrevs av George Francis Hampson 1902. Electrophaes nigrifulvaria ingår i släktet Electrophaes och familjen mätare. Inga underarter finns listade i Catalogue of Life.